# Volkert Simon Maarten van der Willigen
Volkert Simon Maarten van der Willigen, conegut també com a Volcardus Simon Martinus van der Willigen, (Rockanje, Westvoorne, 9 de maig de 1822 – Haarlem, 19 de febrer de 1878) fou un matemàtic, físic i professor neerlandès.

## Vida
Volkert era fill del ministre Johannes van der Willigen (1777 - 1857) i de la seva muller Gerarde Maria Elsabé Bodde (1795 - 1865). Era el nebot del patriota escriptor holandès Adriaan Van Der Willigen.
Estudià al Hoogeschool Leiden (l'actual Universitat de Leiden) i l'any 1847 ascendí amb la seva dissertació De aberratione lucis sobre les anomalies de la llum. Després de graduar-se es convertí en professor a l'Escola llatina d'Amsterdam. El 1848 se li assignà la tasca de professor de matemàtiques, física i filosofia a l'Athenaeum Illustre de Deventer. Va acceptar la seva cita amb el treball Over natuur- en sterrekundig onderzoek, sobre recerca física i astronòmica. El 1857 es convertí en un membre de la Reial Acadèmia de les Arts i les Ciències dels Països Baixos (en neerlandès, Koninklijke Nederlandse Akademie voor Wetenschappen).
Quan l'Athenaeum Illustre de Deventer s'abolí l'any 1864, se'l va nomenar conservador del Gabinet de Física del Museu Teyler de Haarlem, on Jacob Gijsbertus Samuël van Breda va renunciar al seu càrrec nou mesos més d'horaabsn, però al contrari de Van Breda, Van der Willigen no dirigí el Gabinet Paleontològic-Mineralògic. Durant els anys al Museu Teyler, Van der Willigen publicà 51 ponències.
Com a científic, Van der Willigen feu un treball significatiu en la recerca en unitats físiques, on intentà utilitzar la longitud d'ona de llum per establir una nova unitat de distància estàndard i fiable. En aquella època hi havia unitats circumdants perquè els errors es cometien en l'estàndard originalment resolut basat en la circumferència de la terra. Per això el 1851 el Ministre de l'Interior dels Països Baixos va demanar a la Reial Acadèmia de les Arts i les Ciències dels Països Baixos aconseguir aquest estàndard tant per a la llargada com per al pes. Inspirat per aquesta discussió i una publicació del científic suec Anders Ångström el 1855, Van der Willigen decidí dedicar-se primer a la determinació de l'índex de refracció i a la longitud de l'ona de llum, per poder definir la unitat de llargada. Entre els anys 1866 i 1867 construí al jardí interior del Museu Teyler un petit observatori amb aparells molt precisos per determinar la latitud (telescopi zenital) i temps (cronòmetre nàutic) amb la xarxa de difracció. També hi utilitzà un regulador astronòmic, heliòstat, espectroscopi, xarxa de difracció, microscopi amb micròmetre, termòmetres i baròmetres. També demanà els estàndards de llargada (got) i pes (coure). Combinant aquests aparells intentava determinar l'estàndard de llargada fent ús d'un pèndol de segons (inicialment un Pèndol de Foucault, més tard un Pèndol reversible de Repsold que arribava en breu després de la seva mort). A més a més d'això, també adquiria aparells d'acústica, sobre la qual aparentment organitzava una sèrie de conferències al museu.
Van der Willigen esdevingué membre implicat de la societat de Haarlem, va ser per exemple membre de l'ajuntament de Haarlem des de 1864 (l'any de la seva arribada) fins a 1878 (l'any de la seva mort).

## Treballs
Llista dels treballs més significatius:
- Iets sobre meteorologische waarnemingen (Alguna cosa sobre observacions meteorològiques).[8]
- Slingerproeven te Deventer (Experiments de pèndols a Deventer); 1852
- Geschriften de kleine Verzameling (Col·lecció de petits escrits); 1852.[9]
- Bepaling der poolshoogte voor Deventer (Determinació de l'alçada de pila per a Deventer); 1852.[10]
- Proeve betreffende den galvanschen lichtboog (Experiment sobre l'arc galvànic); 1854
- Nog iets over electrische ringen (Un altre alguna cosa sobre anells elèctrics); 1863.[11]
- De coefficienten van breking van mengsels van zwavelzuur en water (Els coeficients de refracció de mescles d'àcid sulfuric i aigua); 1864.[12]
- Over de verschijnselen van gekleurde polarisatie voor eenassige kristallen convergent licht (Sobre els fenòmens de polarització pintada d'eix únic els cristalls que convergeixen il·luminen); 1873.[13]
- Over de onhoudbaarheid der stelling dat de betrekking der lichtstralen wordt gewijzigd door de beweging van licht-bron en prisma (En la insostenibilitat de la proposició que la relació de bigues lleugeres és canviada pel moviment de font lluminosa i prisma); 1873.[14]
- Mémoire sur la détermination des longueurs d'onde du spectre solaire (Francès); 1875.[15]
- Over het electrisch spectrum (sobre l'espectre elèctric); any desconegut.[16]
- Over eene optische illusie, waarbij het relief van het beschouwde voorwerp wordt omgekeerd (Sobre una il·lusió òptica, on l'alleujament de l'objecte considerat es tira enrere); any desconegut.[17]